# Where's Wally?
Where's Wally? (Onde Está Wally? no Brasil e Portugal) é uma série de livros de caráter infanto-juvenil criada pelo ilustrador britânico Martin Handford, baseada em ilustrações e pequenos textos, a série deu origem a uma série animada, uma tira de jornal, uma coleção de 52 revistas semanais intitulada O Mundo de Wally, e jogos eletrônicos.

## Objetivo do livro
Nos livros, o leitor encontra diversas ilustrações que ocupam, invariavelmente, duas páginas inteiras, fartamente ilustradas, nas quais em algum lugar está escondido Wally, personagem central da série, e alguns de seus objetos. Wally sempre se veste com uma camisa listrada em vermelho e branco, e com um gorro de mesmas cores. Também possui uma bengala e usa óculos. Ele geralmente perde seus pertences, como livros, equipamentos de acampamento ou seus sapatos, em suas viagens. Cada ilustração também é detalhadamente composta com dezenas de personagens, envolvidos nas mais diversas situações, sempre bem-humoradas. Ao final dos álbuns, Handford deixa listas extras de personagens ou coisas para serem procuradas em cada ilustração do livro, para que os leitores que já tiverem encontrado Wally possam continuar suas buscas.
Em 1997, foi lançada Wally's World, coleção de 52 revistas semanais de teor educativo, também voltada para o público infanto-juvenil. A cada semana, Wally viajava para um país ou região diferente do mundo, e apresentava ao leitor um pouco de sua história, geografia, cultura e ecologia, em diferentes seções, ilustradas com fotos e desenhos variados de Wally e sua turma. Cada revista também trazia: duas páginas de jogos variados (com outros espalhados na publicação), uma história com Wally e sua turma ambientada no país/região da semana, adivinhas e piadas espalhadas em todas as seções, além de uma página dupla no estilo dos álbuns clássicos, com uma ilustração aonde Wally precisava ser encontrado. Cada revista também trazia determinados desenhos característicos da região visitada para serem encontrados ao longo da publicação. A coleção era acompanhada por um álbum de figurinhas em formato de atlas mundial, e de três grandes fichários organizadores. No Brasil, Wally's World foi publicado pela Editora Globo com o nome de O Mundo de Wally.

## Sucesso
O livro fez tanto sucesso que gerou uma série animada de 13 episódios, em 1991, que adaptava diversos dos cenários mostrados nos álbuns, e uma tira de jornal, que foi publicada em diversos países, inclusive no Brasil, entre 1993 e 1998. Nos dois primeiros livros, Wally vagou sozinho: ele era a única pessoa que podia ser encontrada em todas as ilustrações nos livros; embora já fosse possível encontrar objetos. Com o tempo, mais personagens e objetos foram adicionados para encontrar em cada cena.

### Nomes de Wally em diversas línguas
Além de mudar seu nome para o público norte-americano, em traduções da franquia, Wally foi muitas vezes batizado na língua local 
- Уоли (Uoli) (búlgaro)

- 월리 (Wolli) (coreano)
- Waldo (inglês americano e inglês canadense)
- Walter (alemão)
- Charlie (francês)
- Wally (italiano)
- ウォーリ (Wōrī) (japonês)
- 威利 (Wēi lì) (chinês)
- Holger (dinamarquês)
- Willy (norueguês)
- Valle (sueco)
- Valli (islandês)
- Valik (checo)
- Vili (húngaro)
- Jura (croata)
- Volli (estoniano)
- Hetti (híndi)
- אפי (Efi) (hebraico)
- Javier (Colombia)

### Outros personagens
- Wilma - Amiga de Wally apareceu pela primeira vez na The Ultimate Fun Book, e foi substituída por sua irmã gêmea idêntica Wenda no caso de Wally: The Magnificent Poster Book.
- Wenda - Amiga de Wally que substituiu sua irmã gêmea, Wilma, em Hollywood (embora ela já tivesse aparecido em The Magnificent Poster Book). Acabou se tornando a principal personagem feminina da franquia.
- Odlaw - Antagonista da série, que fez sua estreia de impressão no cartaz Magnificent Livro. Ele parece quase igual a Wally, exceto que sua roupa é amarela e preta com listras em vez de vermelho e branco, os óculos têm um tom azul para eles; e ele tem um bigode. Embora nós saibamos que "suas más ações são muitas," ele não é retratado nos livros fazendo qualquer coisa particularmente desagradável. Entretanto, na série de TV, ele é frequentemente visto tentando roubar algo de Wally. Note que o nome 'Odlaw "é simplesmente "Waldo" soletrado ao contrário, que é o nome americano para Wally. Na edição em português, Odlaw teve o nome adaptado para Al Capote.
- Woof - Cão  vira lata de Wally, apareceu pela primeira vez na diversão final do livro, onde ele foi identificado como cão da Wenda. Somente a cauda pode ser encontrada por várias vezes:. O Livro Wonder e os seis livros de atividades lançados entre 1993 e 1995, Woof se mostra para o leitor.
- Mago Barba-Branca - Apareceu pela primeira vez em A Viagem Fantástica. Sua assinatura é a barba excepcionalmente longa, que muitas vezes é a chave para encontrá-lo. Em sua primeira aparição, ele foi responsável pelo envio de Wally em uma busca para descobrir a verdade sobre si mesmo, e ele tem marcado presença desde então. Sua aparição em The Ultimate Fun Book, no entanto, é em apenas uma cena ("Old Friendeco") e sua presença é omitida no livro, atuando como um dos personagens de fundo.
- Os "Sentinelas" - São seguidores de Wally dedicados ao seu fã-clube. Existem muitos deles (25 aparecem na maioria dos livros, embora haja 99 deles no The Ultimate Fun Book), e eles aparecem sempre Wally vai.

Nos livros anteriores, um personagem aparece em cada cena e tem-se de olhar para saber quem é, porque não há informações sobre os personagens. Os personagens apareceram como personagens de fundo e todos tinham algo exclusivo para eles, como o cabelo loiro ou uma barba ruiva.

## Livros da série (títulos do Brasil)
- Onde está o Wally?
- Onde está o Wally? 2 Um Passeio na História
- Onde está o Wally? 3 Uma Viagem Fantástica
- Onde está o Wally? 4 O Livro dos Jogos
- Onde está o Wally? 5 O Livro Maluco
- Onde está o Wally? 6 A Grande Caça aos Quadros
- Onde está o Wally? 4 Hollywood